# Hermosa Beach, California
Hermosa Beach (Hermosa, care în spaniolă înseamnă Frumos) este un oraș situat pe malul mării în comitatul Los Angeles din statul american California, Statele Unite ale Americii. Plaja orașului este populară pentru plajă, volei de plajă, surfing, paddleboarding, baruri, ciclism și alergare.

## Geografie
Hermosa Beach este localizată în 33°51′59″N 118°23′59″V / 33.86639°N 118.39972°V (33.866314, -118.399681).
Conform Biroul de recensământ al Statelor Unite, orașul are o suprafață totală de 1,4 square milei (3,6 km2), în întregime teren.

## Artă și cultură

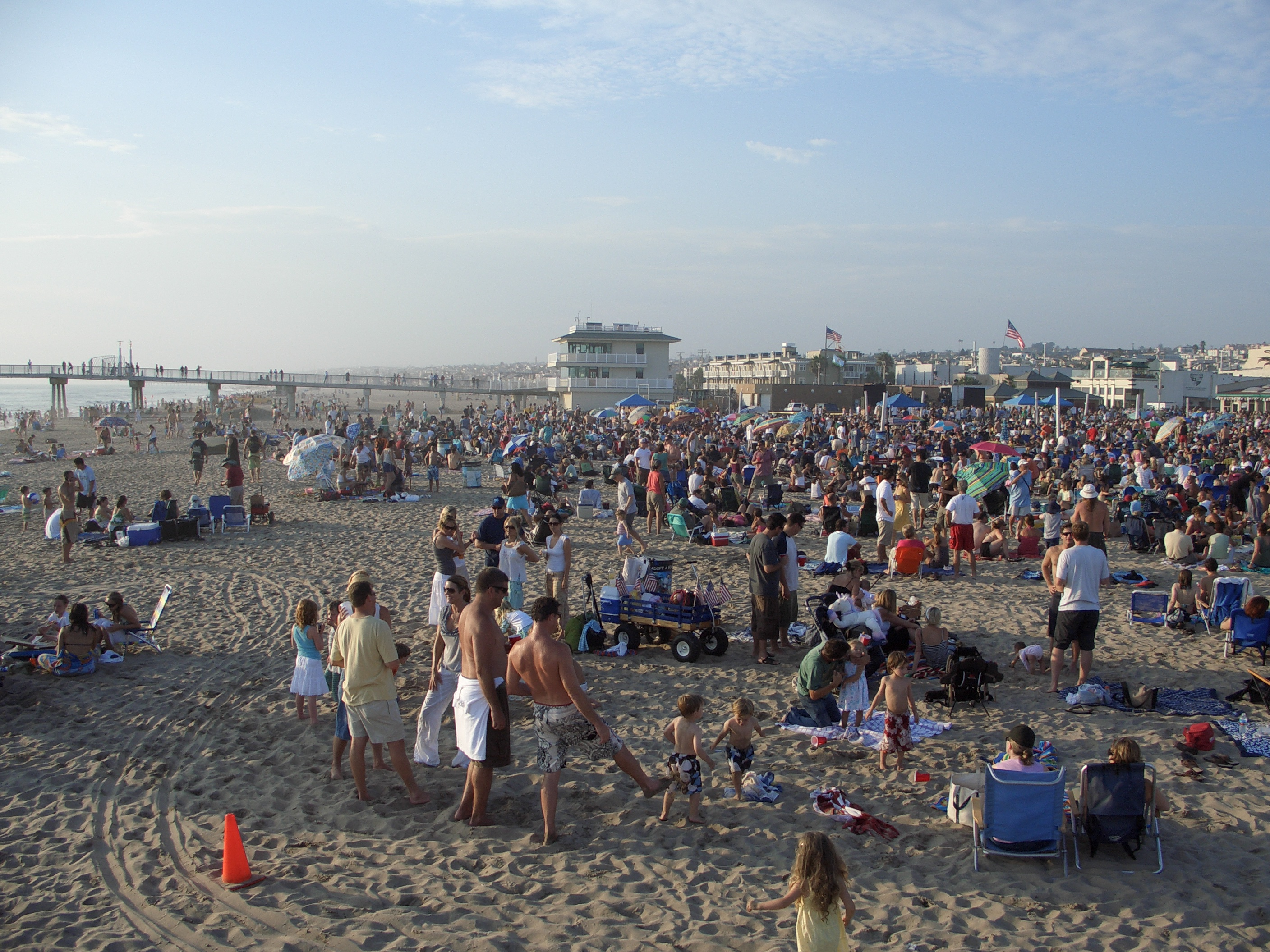
Hermosa Beach concert la apus de soare

- Fiesta Hermosa: Festivalul de artă și meșteșuguri care are loc de 35 de ani în fiecare weekend de Ziua Comemorării și Ziua Muncii.

- Hermosa Ironman: Triatlon neoficial în fiecare 4 iulie, care constă în a alerga o milă în nisip, a vâsli o milă pe o placă de surf și a înghiți un pachet de 6 beri. Primul care termină fără să vomite câștigă!

- AVP Hermosa Beach Open: A început în 1969 și are loc de obicei în iunie.

- Galeria de artă ShockBoxx: Situată la 6th & Cypress în districtul artelor. Prezintă artiști naționali și internaționali cu teme în stil avangardist.

- Festivalul de film din Hermosa Beach: A început în 2005 și are loc de obicei în luna august. În fiecare an sunt alese scurtmetraje pentru a fi proiectate la Hermosa Beach Playhouse.

- Festivalul Internațional de Surf: Surfing, paddleboarding, evenimente de înot de la dig la dig este la începutul lunii august.

- Hennessey's Paddle Board Festival: Campionatul american de Paddleboard, de obicei în luna iulie.

- Hermosa Beach Sunset Concert serie de concerte gratuite ale unor trupe care cântă pe plajă, începe între 31 iulie și 21 august.

- Clubul de comedie și magie în care comediantul Jay Leno joacă din 1978.

## Locația filmărilor

### Filme
- Jackie Brown (1997)
- La La Land (2016)

### Seriale
- Scenele din serialul de televiziune Rebel în California au fost filmate pe Hermosa Beach Strand, Pier și Plaza.
- Casa de pe plajă a lui Kelly și Donna din serialul de televiziune Beverly Hills, 90210 este situată în Hermosa Beach, la capătul nordic al Strand.

## Personalități
- Mae Marsh, actriță americană (1894-1968)
- Peter Revson, pilot de curse american (1939-1974)
- Jack Black, actor și muzician american (n. 1969)
- Jimmy Kimmel, prezentator TV american (n. 1967)
- Suzy Favor Hamilton, atletă olimpică americană (n. 1968)
- Adrianne Curry, fotomodel americană (n. 1982)
- Dylan O'Brien, actor și muzician american (n. 1991)